# Mar de colores
Mar de colores – drugi album studyjny hiszpańskiego piosenkarza Álvaro Solera. Wydawnictwo ukazało się 7 września 2018 nakładem wytwórni muzycznych Airforce 1 Records i Universal Music.
Promujący singel „La cintura” ukazał się 29 marca 2018. Krążek Mar de colores osiągnął pozycję 9. w notowaniu tygodniowym w Polsce (OLiS) oraz uzyskał status platynowej płyty.

## Lista utworów
Opracowano na podstawie materiału źródłowego.
- Edycja standardowa;

1. „La cintura” – 3:24
2. „Histérico” – 2:58
3. „Te quiero lento” – 3:13
4. „Ella” – 3:32
5. „Puebla” – 3:10
6. „Au au au” – 2:50
7. „Fuego” – 2:58
8. „Veneno” – 3:14
9. „Bonita” – 2:39
10. „No te vayas” – 2:44
11. „Niño perdido” – 3:08